# 施瓦爾紹伊瑟恩

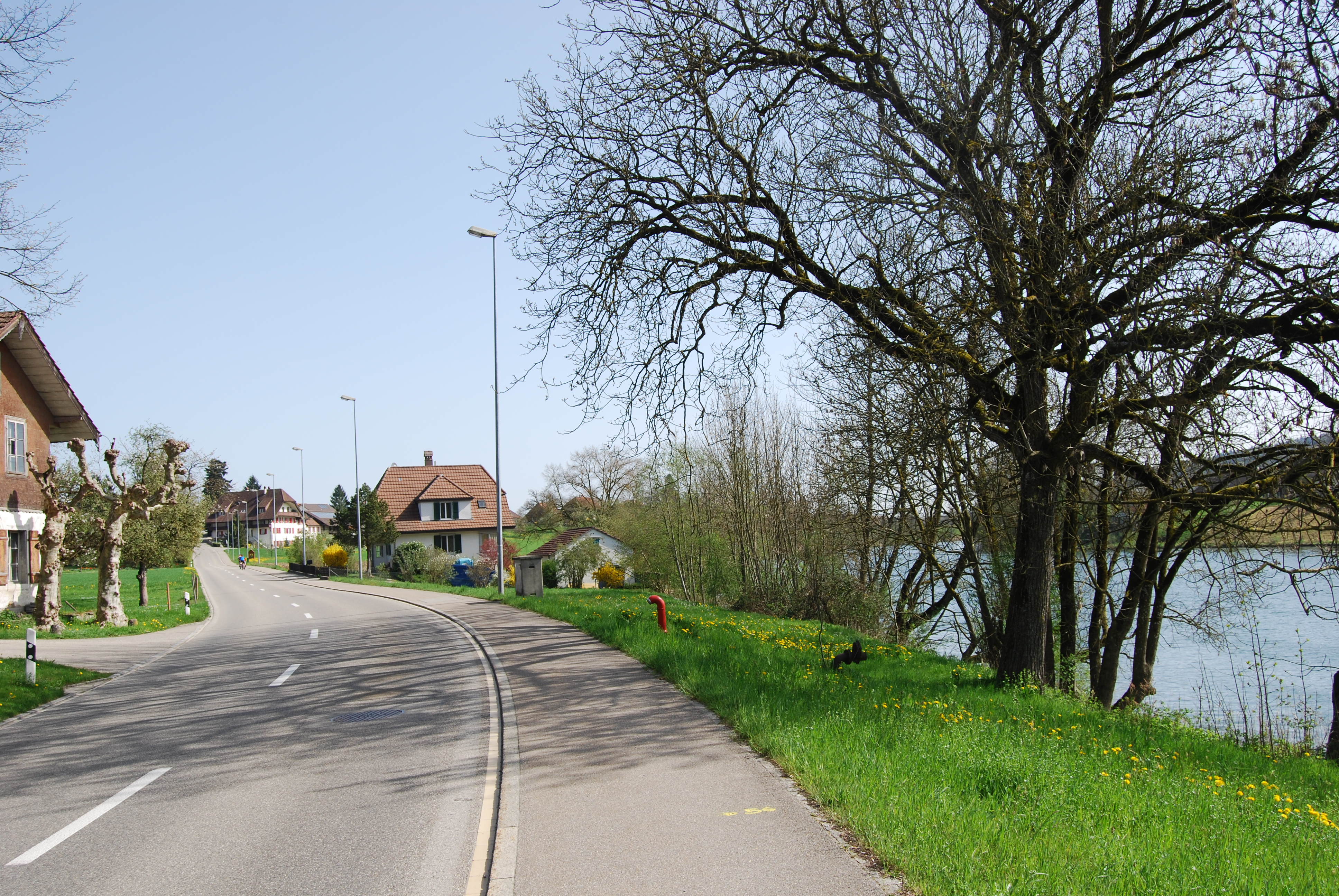

施瓦爾紹伊瑟恩是瑞士的城鎮，位於該國中西部，由伯恩州負責管轄，面積3.79平方公里，海拔高度427米，2011年人口487，八成半人口信奉基督教，人口密度每平方公里128人。

## 外部連結
- Statistical information of Swiss municipalities （德文）